# ポケピア
『ポケピア -ポケコロ ユートピア-』は、ココネより配信されていたスマートフォン向け3Dアバター着せかえアプリ。2022年3月1日サービス開始。基本プレイ無料（アイテム課金制）。
2025年4月14日をもってサービスを終了した。

## 概要
『ポケコロ』『ポケコロツイン』に続くココネのアバターアプリ第3弾。

## 登場キャラクター（NPC）
- ポポ - イメージキャラクター[5]。

## 沿革
- 2021年
  - 12月28日 - 事前登録開始。
- 2022年
  - 3月1日 - 正式サービス開始。
- 2025年
  - 4月14日 - サービス終了。